# Michael Carrera
Michael Alberto Carrera Gamboa (Barcelona, Anzoátegui, 7 de enero de 1993) es un jugador de baloncesto venezolano que actualmente juega en los Gladiadores de Anzoátegui de la Superliga Profesional de Baloncesto. Con 1,96 metros de estatura, juega en la posición de alero.

## Trayectoria deportiva

### Universidad
Jugó cuatro temporadas en los Gamecocks de la Universidad de Carolina del Sur, en las que promedió 9,4 puntos y 6,6 rebotes por partido. En su primera temporada ue incluido en el mejor quinteto freshman de la Southeastern Conference, mientras que en 2016 fue elegido por los entrenadores en el mejor quinteto absoluto de la conferencia.

### Profesional
Tras no ser elegido en el Draft de la NBA de 2016, en el mes de agosto fichó por el Avtodor Saratov, equipo ruso de la VTB United League. Jugó 17 partidos de liga, en los que promedió 7,1 puntos y 4,6 rebotes, participando además en otros 14 de la Basketball Champions League. En marzo llegó a un acuerdo para rescindir su contrato.
Regresó a su país al mes siguiente para fichar por los Marinos de Anzoátegui, donde completó una temporada en la que promedió 14,7 puntos y 5,7 rebotes por partido.
En agosto de 2017 fichó por los Cairns Taipans de la NBL Australia, pero tras un buen comienzo de temporada, las lesiones hicieron que tuviera que dejar el equipo. En febrero de 2018 se incorporó a los Oklahoma City Blue de la G League.
Luego pasó por Soles de Mexicali.
Luego de una buena actuación con su selección Venezuela en el Mundial de China 2019, fue reclutado por el equipo alemán Brose Bamberg uno de los clubes más importantes de ese país, pero mediados de noviembre es cortado pero fichado por el también conjunto alemán del Hamburg Towers equipo con el que jugaría por no descender de categoría.
En octubre de 2020, firma por los Supersónicos de Miranda de Venezuela.
El 23 de diciembre de 2020, llega a España para jugar en las filas del Força Lleida Club Esportiu de la Liga LEB Oro.
En mayo de 2021 firma con los Guaiqueríes de Margarita para jugar los playoffs de la SLB 2021 donde logra llegar hasta la final del torneo con los insulares, que posteriormente perderían ante Trotamundos de Carabobo.
El 13 de julio se conoce la noticia que Michael Carrera renueva por un año más con el Força Lleida de la Liga LEB Oro.
El 24 de junio se conoce la noticia de que Michael Carrera es contratado por los Gladiadores de Anzoátegui para disputar la campaña 2022 de la SPB.
El 14 de marzo de 2023, ficha por el Club Baloncesto Gran Canaria de la Liga ACB, primera división del baloncesto español.
En junio de 2023, firma por los Gladiadores de Anzoátegui de la SPB.
El 10 de julio de 2023, firma por el CB Estudiantes de la Liga LEB Oro. El 19 de marzo de 2024 el club anunció la rescisión del contrato de mutuo acuerdo.

### Selección nacional
Durante agosto y septiembre de 2023 fue integrante de la selección de Venezuela que participó en el Mundial de 2023 celebrado en Asia, y que finalizó en trigésimo lugar.